# Microplitis congensis
Microplitis congensis är en stekelart som beskrevs av De Saeger 1944. Microplitis congensis ingår i släktet Microplitis och familjen bracksteklar. Inga underarter finns listade i Catalogue of Life.